# Гуидо Рени
Вижте пояснителната страница за други личности с името Гуидо.
Гуидо Рени е италиански художник, живописец от Болонската школа.
Роден е в Болоня в семейство на музиканти. През 1602 г. Гуидо Рени заминава за Рим, където се заема с рисуването на фреските в двореца Фарнезе. Погребан е в базиликата Сан Доменико в Болоня.

## Известни произведения
- „Аврора“ (1613 – 1614 г.)
- „Казино „Роспиглиози“
- „Христова глава“
- „Отвличането на Елена“
- „Отвличането на Даянира“
- „Архангел Михаил поваля Сатаната“ (1636 г.)